# PGC 5907
LEDA/PGC 5907 ist eine irreguläre Zwerggalaxie vom Hubble-Typ I im Sternbild Fische auf der Ekliptik, die schätzungsweise 141 Millionen Lichtjahre von der Milchstraße entfernt ist. Sie gilt als Mitglied der NGC 645-Gruppe (LGG 28).
Im selben Himmelsareal befindet sich u. a. die Galaxie NGC 632.